# Хуанес
Хуа́нес (исп. Juanes, полное имя Хуа́н Эсте́бан Аристиса́баль Ва́скес, исп. Juan Esteban Aristizábal Vásquez; род. 9 августа 1972, Медельин) — колумбийский исполнитель популярной музыки, певец и гитарист, который до 1998 года выступал в составе тяжёлой рок-команды Ekhymosis.
Всемирный успех таких испаноязычных исполнителей, как Шакира и Энрике Иглесиас, вдохновил его записать дебютный сольный альбом, который в 2000 году был отмечен тремя латиноамериканскими наградами «Грэмми». По состоянию на 2007 год Хуанес добавил в свою копилку ещё девять этих наград, покорил в 2005 г. все хит-парады Европы с хитом «La Camisa Negra» и перевыпустил вслед за этим один из своих ранних синглов, «A Dios le Pido». Большим успехом также пользовались его дуэты с Black Eyed Peas и Нелли Фуртадо.
Хуанес известен как неутомимый борец за запрет противопехотных мин. В связи с этой деятельностью ему было позволено выступить перед Европейским парламентом, а в 2006 г. он был награждён французским орденом Искусств и литературы. В том же году Хуанес выступил на закрытии чемпионата мира по футболу в Германии. Сесар Лопес подарил Хуанесу одну из пяти созданных им в качестве символов мира эскопетарр.
На 2011 год по всему миру продано более 13 миллионов копий альбомов Хуанеса.
Хуанес женат на Карен Мартинес. У них две дочери и сын — Луна Аристисабаль Мартинес (род.06.09.2003), Палома Аристисабаль Мартинес (род.02.06.2005) и Данте Аристисабаль Мартинес (род.12.09.2009)

## Биография

### Ранние годы
Хуанес родился в Медельине, Колумбия, и начал играть на гитаре в семь лет под руководством отца и братьев. Он вырос во время правления наркобарона Пабло Эскобара.
Он был свидетелем насилия и ужасов гражданской войны в своей стране, что сформировало его общественное сознание. 
В подростковом возрасте он основал рок-группу Ekhymosis и выпустил несколько альбомов, но затем решил начать сольную карьеру, покидая группу в 1998 году. Вдохновленный роком и металлом, Хуанес стремится делать музыку, которая поможет Колумбии двигаться вперед после пройденных испытаний.

### Музыкальная карьера
Хуанес с самого детства играл на гитаре. В пятнадцать лет начал музыкальную карьеру с хэви-метал группой Ekhymosis, с которой выпустил 5 альбомов, и с которой стал популярным после выпуска песни «La tierra». После распада группы в 1998 году Хуанес решает начать сольную карьеру и в 2000 году дебютирует с выходом альбома «Fijate bien», который был хорошо встречен критиками, добился определённого коммерческого успеха и выиграл 3 премии Latin Grammy. В 2002 году улучшает качество своей работы в альбоме «Un dia normal», ставшим платиновым в большей части испано-говорящего мира и ставшим одним из главных предпочтений латиноамериканских слушателей, а главная композиция с этого альбома «A Dios le Pido» заняла первое место в чартах 12 стран. В 2004 году добивается международного успеха с альбомом «Mi sangre».
В конце 2007 года, 23 октября, выпускает альбом, считающийся одним из лучших музыкальных альбомов на испанском языке: «La vida... es un ratico», песня «Me enamora» занимала первую строчку в чартах более 20 стран, а песня «Gotas de agua dulce», заняла первую строчку в латинском Billboard.
Хуанес был награждён правительством Франции орденом искусств и литературы. Помимо этого был включён в список 100 самых влиятельных людей мира по версии журнала People, а журнал Los Angeles Times назвал его «самым выдающимся представителем латиноамериканского рока последнего десятилетия».
По утверждению его звукозаписывающей компании — Universal Music, Хуанес получил 19 премий Latin Grammy, 5 премий MTV, 2 — NRJ Radio Awards, 6 премий «Lo Nuestro», и множество других международных признаний за свои песни о любви, жизни, семье, мире и о бедствиях войны.
Свой пятый альбом Хуанес выпускает в ноябре 2010 года под названием «P.A.R.C.E.», что означает аббревиатуру принятого у молодёжи Колумбии выражения «parcero» — друг, дружище.

### Общественная деятельность
Хуанес является сторонником мира не только в Колумбии, но и во всём мире, демонстрируя это посредством своих песен.
С самого начала своей карьеры Хуанес занимал активную социальную позицию в отношении войны, испанского языка и других вопросов.
Он однажды сказал, что есть люди, молодые люди, люди с семьями, и каждый день четверо или пятеро из них гибнут. В 2005 году Хуанес основал «Mi sangre Foundation» для оказания помощи жертвам противопехотных мин.
19 апреля 2006 года Хуанес выступает перед Европейским Парламентом, это выступление было частью компании, нацеленной на привлечение внимания к увеличивающемуся использованию противопехотных мин во всём мире, включая его родную Колумбию. Он был первым певцом, выступавшим в помещении, где Европейский парламент проводит пленарные заседания. Парламент передал символический дар в 2,5 миллиона евро на разминирование Колумбии и на реабилитацию жертв мин. 24 мая 2006 года Хуанес совместно с KLVE и Univision дал благотворительный концерт, благодаря которому было собрано более 350 тысяч долларов США на протезы, инвалидные кресла и реабилитацию жертв мин. 19 июля 2006 года министр культуры Франции — Рено Доннеди(Renaud Donnedie) наградил Хуанес высшей наградой Франции в области культуры — орденом искусств и литературы. В декабре 2006 года началась работа над созданием реабилитационного парка для инвалидов «Parque Juanes de la Paz» в Медельине. Сооружение парка общей площадью 68 тысяч квадратных метров будет стоить 10,6 миллиардов колумбийских песо.
Хуанес также активно поддерживает свой родной испанский язык; он много раз утверждал, что он уважает испаноговорящих артистов, поющих на английском (таких, как колумбийская певица Шакира), но сам не будет петь на английском для того, чтобы иметь возможность лучше выразить свои мысли и чувства (так как он думает и говорит на испанском) и для того чтобы распространять испанский язык. Он сделал только одно исключение для песни «The Shadow of Your Smile» с Тони Беннеттом (Tony Bennett).
16 марта 2008 года Хуанес организовывает концерт в ответ на разразившийся Андский дипломатический кризис. Концерт был проведён на границе между Колумбией и Венесуэлой. Этот концерт был бесплатным и собрал около 300 тысяч слушателей. Он транслировался телевидением Колумбии и Венесуэлы. В концерте приняли участие такие исполнители как Miguel Bose, Alejandro Sanz из Испании, Хуан Луис Герра из Доминиканской Республики, Ricardo Montaner из Венесуэлы, Juan Fernando Velasco из Эквадора, Хуанес и Карлос Вивес из Колумбии. Концерт стал возможным благодаря помощи многих частных компаний из Колумбии и Венесуэлы.
В сентябре 2009 года Хуанес проводит в столице Кубы Гаване знаковый открытый концерт «Мир без границ».

### Грэмми
| Год  | Номинируемая работа     | Категория                                   | Результат |
| ---- | ----------------------- | ------------------------------------------- | --------- |
| 2013 | Juanes MTV Unplugged    | Best Latin Pop Album                        | Победа    |
| 2009 | La Vida... Es un Ratico | Best Latin Pop Album                        | Победа    |
| 2005 | Mi Sangre               | Best Latin Rock, Urban or Alternative Album | Номинация |
| 2003 | Un Día Normal           | Best Latin Rock, Urban or Alternative Album | Номинация |
| 2002 | Fíjate Bien             | Best Latin Rock, Urban or Alternative Album | Номинация |

## Дискография
- 2000 — Fíjate bien
- 2002 — Un día normal
- 2004 — Mi sangre[4]
- 2007 — La vida... es un ratico
- 2010 — P.A.R.C.E.
- 2012 — Juanes MTV Unplugged
- 2014 — Loco de Amor
- 2017 — Mis Planes Son Amarte
- 2019 — Más futuro que pasado
- 2021 — Origen